# Filip Noga
Filip Noga (Shiroka, 1867 – Osztrák–Magyar Monarchia, Raguza, 1917. április) albán politikus. 1914-ben négy hónapon keresztül hazája pénzügyminisztere volt.
A nyugati történetírásban ismert névváltozata Philippe Nogga.

## Életútja
Északalbán katolikus család sarja volt. 1888-tól 1890-ig egy bécsi kereskedelmi szakiskolában tanult. Ezt követően Konstantinápolyban helyezkedett el pénzügyi területen, emellett újságírással is foglalkozott, illetve a francia Liberté könyvkiadó helyi képviselője volt.
Albánia függetlenségének 1912. novemberi kikiáltását követően visszatelepült az óhazába. Mehmet Konica és Rashik Dino mellett ő volt a harmadik tagja az első Balkán-háborút lezáró, 1913-as londoni nagyköveti konferenciára delegált albán kormányküldöttségnek. 1914. május 20-ától szeptember 3-áig Turhan Përmeti kormányának tagjaként a pénzügyi tárcát vezette. Az első világháború kitörésekor Bécsbe távozott és itt élt haláláig. A halál egy raguzai útja során érte.